# Radetzkymars
De Radetzkymars is een door Johann Strauss sr. gecomponeerde mars ter ere van veldmaarschalk Josef Radetzky, graaf von Radetz. Hij werd voor het eerst uitgevoerd op 31 augustus 1848 te Wenen.
Toen de 82-jarige Radetzky de Slag bij Custoza gewonnen had, marcheerden zijn soldaten terug naar Wenen en zongen daarbij het Tinerl-lied. Strauss hoorde dit en verwerkte het lied en het marstempo in de Radetzkymars ter ere van Radetzky en zijn overwinning.
De Wiener Philharmoniker sluit traditioneel hun nieuwjaarsconcert af met de Radetzkymars, waarbij het publiek tijdens het rondo de maat klapt. Ook wordt de Radetzkymars vaak gespeeld door de Maastrichtse violist André Rieu, met name tijdens zijn jaarlijkse concerten op het Vrijthof in Maastricht. In de finale van elk seizoen van het tv-programma Maestro dirigeren de kandidaten die voor de finale zijn afgevallen de Radetzkymars op het moment dat de stemmen van het publiek en de kijkers geteld worden.